# Jean-Yves Mitton
Pour les articles homonymes, voir Mitton.
Jean-Yves Mitton est un dessinateur et scénariste français de bandes dessinées né le 11 mars 1945 à Toulouse. Il est notamment connu pour son travail sur la série de comics Mikros parue aux éditions Lug dans les années 1980.

## Biographie

### Débuts
Arrivé à Lyon en 1959, Jean-Yves Mitton s'inscrit aux Beaux-Arts après une scolarité écourtée. Il entre aux Ateliers des éditions Lug où il commence par retoucher les bandes étrangères pour se conformer aux demandes de la commission de censure.
Puis, il crée ses premières planches dans le registre humoristique en reprenant Popoff ou Pim Pam Poum, mais aussi dans le registre réaliste avec Blek le Roc dont il dessine 22 épisodes, ainsi que de nombreuses couvertures.

### Carrière
En 1980, Jean-Yes Mitton réalise deux épisodes du Surfer d'argent avec Marcel Navarro.
En 1981, sous le pseudonyme de « John Milton », il crée le super-héros Mikros dans les pages de la revue Mustang. Mikros passera ensuite dans Titans quand Mustang rechangera de formule. Pour Lug, il imagine également des séries de science-fiction : Epsilon, Kronos et Cosmo. Il réalise par ailleurs des épisodes de la série Photonik, créée par son compère chez Lug Ciro Tota. 
Au moment du rachat de Lug par Semic, qui entraîne l'arrêt de la création au profit de la seule traduction d'histoires américaines, Mitton travaille pour d'autres éditeurs. Avec François Corteggiani, il crée en 1987 L'Archer blanc pour le Journal de Mickey, puis Noël et Marie pour Pif Gadget. Sa collaboration avec Corteggiani lui permet en outre de s'éloigner des revues et des petits formats pour aborder la parution en albums : en 1990, il reprend le dessin de la série De silence et de sang aux éditions Glénat. Il publie par ailleurs chez Semic, en 1990, un album de récits de science-fiction en BD sous le titre Demain... les Monstres.
Ensuite, il collabore avec les éditions Soleil : 
- de 1991 à 2006, il anime la série Vae victis ! sur des scénarios de Simon Rocca, sur quinze albums ;
- de 1992 à 2003, il dessine et scénarise trois albums de la série Les survivants de l'Atlantique, puis il n’assure plus que le scénario des six autres albums, le dessin étant réalisé par Félix Molinari ;
- de 1994 à 2000, il dessine et scénarise six albums de la série les Chroniques Barbares.

De 1997 à 2008, pour les éditions Glénat, il scénarise et dessine Quetzalcoatl, en sept volumes. En parallèle, de 1998 à 2003, il scénarise la série Attila mon amour, sur six albums.
En 2011, il réalise son premier album érotique Hard X, pour les éditions Ange : Kzara ou les nuits barbares.

## Œuvres

### Petits formats
- Blek le Roc
- Mikros [2]

### SérieBlek le Roc
1. « Nuage d'or » (Nuvole d'oro) KIWI 239 – 03/1975 - scenario de Maurizio Torelli
2. « Blek le Roc contre les fils du dragon noir » KIWI 241/242 – 05-06/1975 - scenario de Marcel Navarro
3. « La diligence perdue » KIWI 245/246 – 09-10/1975 - scenario de Marcel Navarro -
4. « Blek à Londres » KIWI 253/254 – 05-06/1976 - scenario de Marcel Navarro
5. « Pas mème une bête... » KIWI 258/259 – 10-11/1976 - scenario de Marcel Navarro
6. « Blek est mort ! » KIWI 262 – 02/1977 - scenario de Navarro & Mitton
7. « Magic land » KIWI n. 264 – 04/1977 scenario de Marcel Navarro e Jean-Yves Mitton
8. « Saratoga » Kiwi n. 266 – 06/1977 - scenario de Navarro & Mitton
9. « Le dictateur » Kiwi n. 269 – 09/1977 - scenario de Navarro & Mitton
10. « Mort dans un écrin vert ! » Kiwi n. 272 – 12/1977 - scenario de Navarro & Mitton
11. « Independence day 4th july » 1776 Kiwi n. 275 – 03/1977 - scenario de Navarro & Mitton
12. « Les origines de Blek » Kiwi n. 278/279 – 06-07/1978 scenario de Navarro & Mitton
13. « La Vulcana éternelle » Kiwi n. 283 – 11/1978 - scenario de Navarro
14. « Les mystères de Boston » Kiwi n. 286 – 02/1979 - scenario de Navarro
15. « Le sceau des damné » Kiwi n. 290 – 06/1979 - scenario de Navarro
16. « Bienvenue, monsieur l'ambassadeur ! » Kiwi n. 294 – 10/1979 - scenario de Navarro
17. « Pour une poignée de sterling ! » Kiwi n. 296 – 12/1979 - scenario de Navarro
18. « Les origines d'Occultis » Kiwi n. 300 – 04/1980 - scenario de Navarro
19. « Sur la piste des Wanakis » Kiwi n. 307 – 11/1980 - scenario de Navarro
20. « À l'amour comme à la guerre ! » Kiwi n. 313 – 05/1981 - scenario de Navarro
21. « La nuit la plus longue » Kiwi n. 358 – 02/1985 - scenario de Mitton
22. « Big Georges » Kiwi n. 400 –  08/1988 - scenario de Mitton[3]

### Albums
- Oum le dauphin blanc, scénario de Marcel Navarro et Maurizio Torelli, LUG, 19 numéros, 1972-1973.
- Histoire de l'Arménie, scénario d'André Pelletier, Fra. Nor. Seround, 1980.
- Blackstar, LUG, 1985.
- Noël et Marie, scénario de Jean Ollivier et François Corteggiani, Messidor/La farandole, 1989. :

1. Deux enfants dans la Révolution Française (1788/1789).
2. La Patrie en danger(1789/1792).
3. Valmy 1792.

- De silence et de sang, scénario de François Corteggiani, Glénat, coll. « Vécu » :
  - 4. Les Vêpres siciliennes, 1990.
  - 5. Les 7 piliers du chaos, 1991.
  - 6. Omerta, 1992.
  - 7. La Dixième arcane majeure, 1993.
  - 8. Les 4 provinces de l'Ave Maria, 1994.
  - 9. Je n'étais même pas là..., 1995.
  - 10. Dans le courant sans fin, 1996.
  - 11. Le Sceau de Caïn - partie 1, 1998.
  - 12. Le Sceau de Caïn - partie 2, 1999.
  - 13. Le Système Jurado, 2001.
  - 14. Chi non muore si revede, 2004.
- Demain ... les monstres, Semic, 1990 (réed. Soleil, 1994).
- Vae victis !, scénario de Simon Rocca, Soleil [4] :

1. Ambre, le banquet de Crassus, 1991.
2. Cloduar, je me nomme Légion, 1992.
3. Garak, le voleur de Torques, 1992.
4. Milon, le charmeur d'orages, 1993.
5. Didus, le retour de l'infâme, 1994.
6. Boadicae, la guerrière folle, 1995.
7. Yorc, le bateleur, 1996.
8. Sligo, l'usurpateur, 1998.
9. Caïus Julius Caesar, le conquérant, 1998.
10. Arulf, l'Inénien, 1999.
11. Celtill, le Vercingétorix, 2000.
12. Adua, une louve hurle dans Avaricum, 2001.
13. Titus Labienus, le stratège, 2002.
14. Critovax, au-delà de l'ignominie, 2004.
15. Ambre à Alésia - 'Cursum Perficio', 2006.

- Gilgamesh, dessin de Franck Zimmermann, Soleil, 1996.
- Les survivants de l'Atlantique, dessin de Félix Molinari à partir du tome 4, Soleil:

1. Le secret de Kermadec, 1992.
2. La route des esclaves, 1993.
3. L'île de la liberté, 1993.
4. Trésor mortel, 1997.
5. Tempête sur Trafalgar, 1997.
6. La belle, le diable et le corsaire, 199.
7. Louisiane, l'enfer au paradis, 2001.
8. Un océan de larmes et de sang, 2002.
9. Dernier naufrage, 2003.

- Chroniques Barbares, Soleil :

1. La Fureur des Vikings, 1994.
2. La Loi des Vikings, 1995.
3. L'Odyssée des Vikings, 1995.
4. Le Retour des Vikings, 1998.
5. Au nom des Vikings, 1999.
6. Le Dernier Viking, 2000.

- Quetzalcóatl, Glénat, coll. « Vécu » :

1. Deux fleurs de maïs, 1997.
2. La Montagne de sang, 1998.
3. les Cauchemars de Moctezuma, 1998.
4. Le Dieu des Caraïbes, 2000.
5. La Putain et le conquistador, 2003.
6. La Noche triste, 2005.
7. Le Secret de la Malinche, 2008.

- Les Faiseurs de nuées, dessin de Jean-Marc Stalner, E.R.C Boulon, 1998.
- L'Archer blanc, scénario de François Corteggiani, Soleil :

1. Le retour de l'archer, 1998.
2. L'Arc magique, 1998.

- Mikros (Reprise de son personnage créé pour les éditions LUG) :

1. Mikros, Sang d'encre, 1998.
2. Quelque part une étoile ..., Sang d'encre, 1998.
3. Kaos, politiquement incorrect, scénario de Reed Man, Organic Comix, 2007.

- Attila ... mon amour, dessin de Franck Bonnet, Glénat, coll. « Vécu » :

1. Lupa la louve, 1998.
2. Les Portes de l'Enfer, 1999.
3. Le Maître du Danube, 2000.
4. Le Fléau de Dieu, 2001.
5. Terres brûlées, 2002.
6. Voir Rome... et mourir, 2003.

- Les Truculentes aventures de Rabelais, dessin de Michel Rodrigue, Hors collection :

1. Salade de spadassins à la Léonard, 2001[5].
2. Fricassée de fripouilles à la Gargantua, 2002.

- Papoose, dessin de Franck Chantelouve :

1. Teepi en folie, Jet Stream, 2002.
2. Papoose Circus, MPF, 2006.

- Colorado, dessin de Georges Ramaïoli, Daric :

1. Navaja, 2007 (1re éd. chez Carpe Diem, 2003).
2. Chaparro, 2006.
3. Big black banjo, 2008.
4. Wong Lee, 2010.
5. Miss Maureen, 2012.

- Le Dernier Kamikaze, dessin de Félix Molinari, Soleil :

1. Objectif Okinawa, 2006.
2. Les Fantômes du pacifique, 2007.
3. Au nom de l'Empire du Soleil levant, 2009.

- Ben Hur, Delcourt :

1. Livre premier : Messala, 2008.
2. Livre Deuxième - Quintus Arrius, 2009.
3. Livre Troisième : Cheik Ilderim, 2010.
4. Livre Quatrième - Golgotha, 2010.

- Kzara ou les nuits barbares, Ange, 2011 [1]
- Messalina, Ange, coll. « Sexy Bulles » :

1. Le temple de Priape, 2011.
2. Le sexe et le glaive, 2012.
3. La putain de Rome, 2012 [6]
4. Des orgies et des jeux, 2013.
5. Le palais des supplices, 2015 [7].
6. Dernier orgasme, 2016 [7].